# Eric Winter
Eric Barrett Winter (La Mirada, California; 17 de julio de 1976) es un actor estadounidense. Ha aparecido en los papeles televisivos del sargento Tim Bradford en la serie de ABC         The Rookie (2018-presente), de Rex Brady en la telenovela de NBC Days of Our Lives, del agente especial del FBI Craig O'Laughlin en la serie dramática de CBS The Mentalist (2010-2012) y de Dash Gardiner en la serie dramática de fantasía de Lifetime Witches of East End (2013-2014). Entre sus apariciones en cine se incluyen Harold & Kumar Escape from Guantanamo Bay (2008) y The Ugly Truth (2009).

## Biografía
Es hijo de Wayne Winter y Gwen; tiene un medio hermano Robert W. Winter, y su prima es la cantante y coreógrafa Anney Tesloyn Gomez.
Asistió a «Los Altos High School» y se graduó de la UCLA con un grado en psicología.
En 2001 se casó con la actriz Allison Christine Ford; sin embargo, el matrimonio se terminó en 2005. En 2006 comenzó a salir con la actriz puertorriqueña Roselyn Sánchez, con quien se comprometió el 1 de enero de 2008 y se casó el 29 de noviembre del mismo año en San Juan (Puerto Rico). Tienen una hija, Sebella Rose Winter (4 de enero de 2012). Y tienen un hijo llamado Dylan Gabriel Winter, nacido en el 2017.

## Carrera
Ha aparecido en comerciales para el perfume de Britney Spears «Curious», el refresco 7-Up soft, el los automóviles de Mitsubishi y para Gillette Fusion.
En 2002 se unió al elenco principal de la telenovela Days of Our Lives, donde interpretó a Rex DiMera hasta 2006. En 2007 apareció como personaje recurrente en la serie Brothers & Sisters, donde dio vida a Jason McCallister. Ese mismo año apareció en la tercera temporada de la serie Wildfire, donde interpretó a R.J. Blake. En 2008 se unió al elenco recurrente de la serie Moonlight, donde interpretó a Benjamin Talbot. 
En 2010 se unió al elenco recurrente de la tercera temporada de la serie The Mentalist, donde interpretó al agente del FBI Craig O'Laughlin, un oficial que comienza una relación con la detective Grace Van Pelt hasta 2012. En 2012 se unió al elenco recurrente de la serie GCB, donde interpretó a Luke Lourd. En 2013 se unió al elenco principal de la serie Witches of East End, donde interpretó al doctor Dash Gardiner hasta el final de la serie en 2014. En marzo de 2017 se anunció que Eric se había unido al elenco de la serie piloto Las Reinas, donde dará vida a Robert Ellison.
En octubre de 2018, Winter interpretó el papel del oficial Tim Bradford en la serie dramática policial de televisión de ABC The Rookie.

## Apoyo a beneficencia
Eric junto a su esposa son embajadores para el «Operation Smile», una organización sin fines de lucro que ofrece servicios médicos a niños de todo el mundo con labio leporino y paladar para ayudarles a alcanzar la autosuficiencia.

## Filmografía

### Series de televisión
| Año             | Título              | Personaje                    | Notas                                           |
| --------------- | ------------------- | ---------------------------- | ----------------------------------------------- |
| 2018 - presente | The Rookie          | Tim Bradford                 | 121 episodios                                   |
| 2017 - presente | Las Reinas          | Robert Ellison               | -                                               |
| 2016 - 2017     | Rosewood            | Adrian Webb                  | 9 episodios                                     |
| 2017            | APB                 | Sgt. Tom Murphy              | Episodio «Hard Reset»                           |
| 2017            | The Good Doctor     | Matt Coile                   | -                                               |
| 2016            | Secrets and Lies    | Neil Oliver                  | 8 episodios                                     |
| 2013 - 2014     | Witches of East End | Dash Gardiner                | 23 episodios                                    |
| 2013            | Rizzoli & Isles     | Brandon Thomas «B.T.» Sarron | episodio «Built for Speed»                      |
| 2012            | GCB                 | Luke Lourd                   | 5 episodios                                     |
| 2010 - 2012     | The Mentalist       | Craig O'Laughlin             | 8 episodios                                     |
| 2011            | CSI: Miami          | Joe Grafton                  | episodio "Stiff"                                |
| 2008            | The Ex List         | Jake Turner                  | Episodio «Climb Every Mountain Biker»           |
| 2008            | Moonlight           | Benjamin Talbot              | 4 episodios                                     |
| 2007 - 2008     | Brothers & Sisters  | Jason McCallister            | 5 episodios                                     |
| 2007            | Wildfire            | R.J. Blake                   | 5 episodios                                     |
| 2007            | Viva Laughlin       | Peter Carlyle                | 3 episodios                                     |
| 2006            | Just Legal          | Jared Kale                   | Episodio «The Rainmaker»                        |
| 2005 - 2006     | Love, Inc.          | Mike Smith                   | 2 episodios                                     |
| 2006            | Pepper Dennis       | Connor Blanchard             | Episodio «Heiress Bridenapped: Film at Eleven»  |
| 2006            | South Beach         | Ford Davenport III           | Episodio «Every Day Above Ground Is a Good Day» |
| 2002 - 2006     | Days of Our Lives   | Rex DiMera                   | 682 episodios                                   |
| 2005            | CSI                 | Julian Harper                | Episodio «Room Service»                         |
| 2002            | Charmed             | Trevor                       | Episodio «Sam I Am»                             |
| 2002            | The Andy Dick Show  | -                            | Episodio «Andy's Tinseltown Chow-House»         |
| 1999            | The Parkers         | Anthony                      | Episodio «The Boomerang Effect»                 |
| 1999            | Undressed           | Eric                         | Episodio «Look What the Kate Dragged In»        |
| 1999            | Profiler            | Todd                         | Episodio «Heads, You Lose»                      |

### Películas
| Año  | Título                                    | Personaje           | Notas                                                                                          |
| ---- | ----------------------------------------- | ------------------- | ---------------------------------------------------------------------------------------------- |
| 2014 | Comet                                     | Josh                | junto a Emmy Rossum, Justin Long, Lou Beatty Jr. & Kayla Servi                                 |
| 2013 | Web Girl                                  | Jugador de Beisball | junto a Sam Pannier, Roland Pelletier, Carrie LaChance & James Stiles                          |
| 2012 | Fire with Fire                            | Adam                | junto a Bruce Willis, Rosario Dawson, Josh Duhamel, Vincent D'Onofrio & Julian McMahon         |
| 2012 | Scent of the Missing                      | Jake                | junto a Summer Glau, Tricia Helfer, Max Charles & Garrett Ryan                                 |
| 2011 | Weekends at Bellevue                      | Jared Knox          | junto a Lauren Ambrose, Amber Stevens, Janet McTeer, Yaya Alafia & David Alpay                 |
| 2010 | Sundays at Tiffany's                      | Michael Friend      | junto a Alyssa Milano, Kristin Booth e Ivan Sergei                                             |
| 2009 | The Ugly Truth                            | Colin               | junto a Katherine Heigl, Gerard Butler, Bree Turner & Nick Searcy                              |
| 2008 | Harold & Kumar Escape from Guantanamo Bay | Colton              | junto a John Cho, Kal Penn, Rob Corddry, Jack Conley, Roger Bart & Neil Patrick Harris         |
| 2008 | Single with Parents                       | Charlie             | junto a Beau Bridges, Amanda Detmer, Meagen Fay, Stella Hudgens, Liv Hutchings & Alyssa Milano |
| 2006 | Break-In                                  | Cameron             | junto a Kelly Carlson, Marc Kudisch, Todd Babcock & Carlos Ponce                               |
| 2005 | The Magic of Ordinary Days                | Walter              | junto a Keri Russell, Skeet Ulrich, Mare Winningham & Tania Gunadi                             |
| 2004 | Back When We Were Grownups                | Hunk                | junto a Blythe Danner, Faye Dunaway, Peter Fonda, Jack Palance & Peter Riegert                 |

### Videojuegos
| Año  | Título           | Personaje           | Notas                                       |
| ---- | ---------------- | ------------------- | ------------------------------------------- |
| 2013 | Beyond Two Souls | Agente Ryan Clayton | Prestó su voz y su imagen para el personaje |